# Reamonn
Reamonn este o formație rock germană. Trupa a lansat 6 albume și este cunoscută mai ales prin hitul Supergirl.

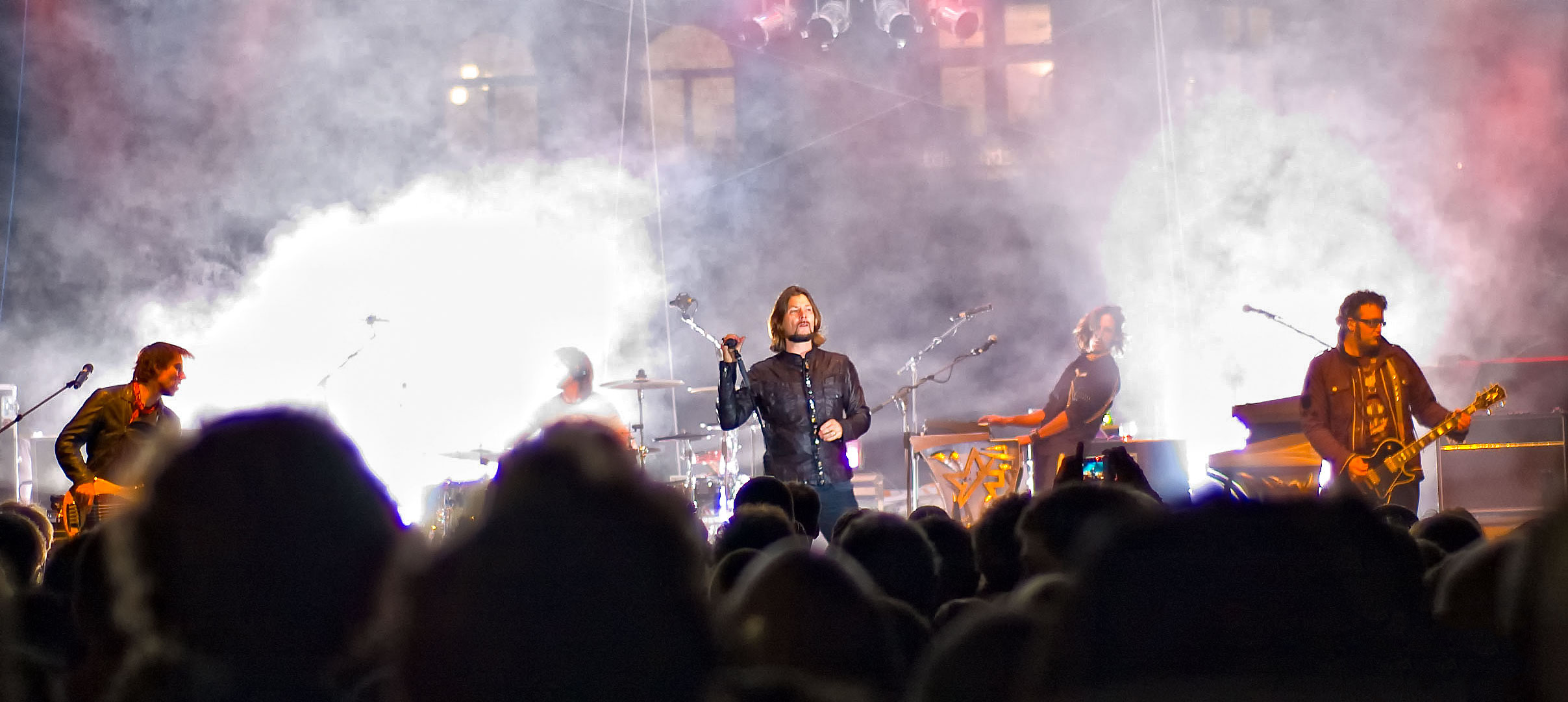
Reamonn

## Discografie
Albume
- Tuesday (2000)
- Dream No. 7 (2001)
- Beautiful Sky (2003)
- Wish (2006)
- Reamonn (2008)
- Eleven (2010)